# Nigel Pearson
Nigel Graham Pearson (Nottingham, 1963. augusztus 21. –) angol labdarúgóhátvéd, edző. Nagyapja, Percy Mills és fia, James Pearson szintén labdarúgók.

## Sikerei, díjai

### Játékosként
- Sheffield Wednesday
  - Angol ligakupa: 1991
- Middlesbrough
  - League Division One: 1994–95

### Menedzserként
- Leicester City
  - Championship: 2013–14
  - League One: 2008–09